# Leposternon wuchereri
Leposternon wuchereri är en ödleart som beskrevs av  Peters 1879. Leposternon wuchereri ingår i släktet Leposternon och familjen Amphisbaenidae. Inga underarter finns listade i Catalogue of Life.